# Santa Pola (kommunhuvudort)
Santa Pola är en kommunhuvudort i Spanien.   Den ligger i provinsen Provincia de Alicante och regionen Valencia, i den sydöstra delen av landet, 400 km sydost om huvudstaden Madrid. Santa Pola ligger 7 meter över havet och antalet invånare är 31 760.
Terrängen runt Santa Pola är platt. Havet är nära Santa Pola åt sydost.  Närmaste större samhälle är Elche, 14,2 km nordväst om Santa Pola. 